# Айлиль мак Дунлайнге (умер в 871)

Ирландия в середине IX — начале XI века

Айлиль мак Дунлайнге (др.‑ирл. Ailill mac Dúnlainge; погиб в 871) — король Лейнстера (869—871) из рода Уи Дунлайнге.

## Биография
Айлиль был одним из сыновей правителя Лейнстера Дунлайнга мак Муйредайга. Септ, к которому принадлежал Айлиль, назывался Уи Муйредайг. Резиденция его правителей находилась в Майстиу (современном Муллагмасте).
Айлиль мак Дунлайнге унаследовал власть над Лейнстером после своего отца, скончавшегося в 869 году короля Дунлайнга мак Муйредайга. В «Лейнстерской книге» Айлиль ошибочно наделён четырьмя годами правления. Здесь также неправильно указано, что его предшественником был погибший в 863 году король Муйрекан мак Диармата.
Подобно отцу, Айлиль мак Дунлайнге конфликтовал с верховным королём Ирландии Аэдом Финдлиатом. В 870 году возглавлявшееся верховным королём войско вторглось в Лейнстер и разорило области королевства от Ат Клиата (современного Дублина) до Белах Габрана (современного Гаурана). Ирландские предания сообщают, что ещё до начала похода Аэд устроил пир для вождей дублинских викингов, во время которого те были убиты по его повелению. Одновременно союзник верховного короля, правитель Осрайге Кербалл мак Дунлайнге, вторгся в лейнстерские земли с запада. Он дошёл до Дун Болга, где его лагерь подвергся внезапной атаке лейнстерцев. Сначала нападавшим сопутствовал успех, но затем воинам короля Кербалла удалось обратить своих врагов в бегство. Во «Фрагментарных анналах Ирландии» сохранился подробный рассказ о лейнстерском походе короля Кербалла. По свидетельству этого исторического источника, войска Аэда Финдлиата и Кербалла соединились в Белах Габране, но впоследствии вынуждены были покинуть территорию Лейнстера, так и не получив заложников от его правителя. В ирландских анналах сообщается, что главой лейнстерцев во время этих событий был Муйредах мак Брайн.
Король Айлиль мак Дунлайнге погиб в 871 году. Он был убит викингами. Айлиль — первый правитель после умершего в 838 году Брана мак Фаэлайна, упоминающийся в ирландских анналах с титулом «король Лейнстера». Его преемником на престоле стал Домналл мак Муйрекайн из септа Уи Фаэлайн.
Сын Айлиля мак Дунлайнге, Аугайре мак Айлелла, также как и его отец был лейнстерским королём.